# Teulisna torta
Teulisna torta är en fjärilsart som beskrevs av Walker 1862. Teulisna torta ingår i släktet Teulisna och familjen björnspinnare. Inga underarter finns listade i Catalogue of Life.